# Liste der Naturdenkmale in Uhingen
| Naturdenkmale | Anzahl |
| ------------- | ------ |
| FND           | 6      |
| END           | 3      |
| Gesamt        | 9      |

Die Liste der Naturdenkmale in Uhingen nennt die verordneten Naturdenkmale (ND) der im baden-württembergischen Landkreis Göppingen liegenden Stadt Uhingen. In Uhingen gibt es insgesamt neun als Naturdenkmal geschützte Objekte, davon sechs flächenhafte Naturdenkmale (FND) und drei Einzelgebilde-Naturdenkmale (END).
Stand: 1. November 2016.

## Flächenhafte Naturdenkmale (FND)
| Name                                      | Bild | Kennung     | Einzelheiten        | Position | Fläche Hektar | Datum         |
| ----------------------------------------- | ---- | ----------- | ------------------- | -------- | ------------- | ------------- |
| Charlottensee                             |      | 81170510003 | Uhingen             | ⊙        | 1,6           | 22. Okt. 1984 |
| Ehemaliger Sandbruch                      | BW   | 81190670013 | Uhingen, Schorndorf | ⊙        | 3,8           | 31. Dez. 1986 |
| Feuchtgebiet bei Diegelsberg mit 2 Eichen | BW   | 81170510001 | Uhingen             | ⊙        | 0,5           | 22. Okt. 1984 |
| Feuchtwiesen Flohwiesen                   | BW   | 81170510006 | Uhingen             | ⊙        | 3,5           | 21. Juli 1994 |
| Feuchtwiesen Scheurenwiesen               | BW   | 81170510005 | Uhingen             | ⊙        | 2,1           | 21. Juli 1994 |
| Streuobsthang Buckelwiesen                | BW   | 81170510004 | Uhingen             | ⊙        | 1,8           | 21. Juli 1994 |
| Legende für Naturdenkmal                  |      |             |                     |          |               |               |

## Einzelgebilde (END)
| Name                        | Bild | Kennung     | Einzelheiten | Position | Fläche Hektar | Datum         |
| --------------------------- | ---- | ----------- | ------------ | -------- | ------------- | ------------- |
| 1 Eiche am Schmerweg        | BW   | 81170510008 | Uhingen      | ⊙        | 0,0           | 21. Juli 1994 |
| 1 Eiche Buckelwiesen        | BW   | 81170510007 | Uhingen      | ⊙        | 0,0           | 21. Juli 1994 |
| 1 Linde beim Schloß Filseck |      | 81170510002 | Uhingen      | ⊙        | 0,0           | 22. Okt. 1984 |
| Legende für Naturdenkmal    |      |             |              |          |               |               |